# Ураде
Ураде (фр. Auradé) насеље је и општина у јужној Француској у региону Миди Пирене, у департману Жерс која припада префектури Ош.
По подацима из 2011. године у општини је живело 648 становника, а густина насељености је износила 30,39 становника/km². Општина се простире на површини од 21,32 km². Налази се на средњој надморској висини од 162 метара (максималној 311 m, а минималној 143 m).

## Демографија
| 1962. | 1968. | 1975. | 1982. | 1990. | 1999. | 2011. |
| ----- | ----- | ----- | ----- | ----- | ----- | ----- |
| 278   | 318   | 320   | 329   | 322   | 388   | 648   |

График промене броја становника у току последњих година